# Lac de Bransac
Pour les articles homonymes, voir Bransac.
Le lac de Bransac est un plan d'eau douce de la rive Nord-Ouest du fleuve Saint-Laurent, traversé par la rivière de la Grande Loutre, dans le territoire non organisé de Passes-Dangereuses, dans la municipalité régionale de comté (MRC) de Maria-Chapdelaine, dans la région administrative de la Saguenay–Lac-Saint-Jean, dans la province de Québec, au Canada.
La route forestière R0206 provenant du Sud passe du côté Ouest du lac, puis le contourne par le Nord.
La foresterie constitue la principale activité économique du secteur ; les activités récréotouristiques, en second,,.
La surface du lac de Bransac est habituellement gelée de la mi-novembre à la mi-avril, toutefois la circulation sécuritaire sur la glace se fait généralement du début de décembre à la fin de mars.

## Géographie
Les principaux bassins versants voisins du lac De Bransac sont :
- côté Nord : lac Bussy, lac Saint-Briac, lac Indicateur, lac Pluto, rivière Témiscamie, rivière Péribonka ;
- côté Est : lac Palairet, rivière de la Grande Loutre, lac Allenou, rivière Péribonka, rivière Modeste ;
- côté Sud : lac Rigolo, lac Machisque, lac Piraube, lac Maupertuis, rivière Mistassibi Nord-Est, rivière Mistassibi, lac Péribonka, rivière de l'Épinette Rouge ;
- côté Ouest : lac Dubray, rivière de la Grande Loutre, Petit lac Témiscamie, lac Témiscamie, rivière Mistassibi, lac Albanel, rivière Témiscamie[1].

Le lac de Bransac comporte une longueur de 4,2 km, une largeur maximale de 2,1 km et une altitude de 531 m. Ce lac difforme comporte cinq parties séparées par plusieurs presqu’îles. Il est traversé sur km vers le Sud-Est. Le lac de Bransac fait partie d’un ensemble de plans d’eau dont les lacs Fayel, Dubray, Blanot et Palairet.
L'embouchure du lac de Bransac est localisé sur la rive Est de la partie Nord du lac, soit au fond d’une petite baie, situé à :
- 17,8 km à l’Est d’une baie du Petit lac Témiscamie ;
- 19,0 km au Sud-Ouest de l’embouchure de la rivière de la Grande Loutre (confluence avec la rivière Péribonka) ;
- 56,0 km au Nord-Ouest du lac Onistagane ;
- 60,4 km au Nord de l’embouchure de la décharge du lac Piraube ;
- 61,5 km à l’Ouest d’une baie au Nord-Ouest du lac Manouane ;
- 150,2 km au Nord-Ouest de l'embouchure du lac Péribonka (traversé par la rivière Péribonka)[1],[4].

À partir de l’embouchure du lac De Bransac, le courant descend sur 50,6 km généralement vers l’Est le cours de la rivière de la Grande Loutre ; le cours de la rivière Péribonka sur 345,5 km vers le Sud, traverse le lac Saint-Jean sur 29,3 km vers l’Est, puis emprunte sur 155 km le cours de la rivière Saguenay vers l’Est jusqu'à la hauteur de Tadoussac où il conflue avec le fleuve Saint-Laurent.

## Toponymie
Le terme « Bransac » ou « de Bransac » constitue un patronyme de famille d’origine française.
Le toponyme « lac De Bransac » a été officialisé le 27 février 1970 par la Commission de toponymie du Québec.